# Edward G. Penny
Pour l’article homonyme, voir Penny (homonymie).
Edward Goff Penny (15 mai 1820-11 octobre 1881) est un écrivain, propriétaire de journal et homme politique fédéral du Québec.
Né à Islington, aujourd'hui incorporée à Londres en Angleterre, M. Penny immigra au Canada en 1844 et s'installa à Montréal. Il joignit le Montreal Herald à titre de reporter. Il deviendra ensuite éditeur-en-chef et copropriétaire du journal ainsi que le premier président de la Galerie de la presse parlementaire à Ottawa.
En 1874, il fut le premier journaliste nommé au Sénat du Canada dans la division d'Alma au Québec. Il mourut en fonction en 1881, à Montréal.
Son petit-fils, Arthur G. Penny, créa le Edward Goff Penny Memorial Prizes en mémoire de son grand-père. Ses prix, dont les premiers furent remis en 1991 et sont actuellement administrés par l'Association canadienne des journaux.
Son fils, Edward Goff Penny, est député fédéral de Saint-Laurent.